# Parco nazionale di Manuel Antonio
Il Parco Nazionale Manuel Antonio è uno dei più piccoli parchi nazionali della Costa Rica, sulla costa dell'Oceano Pacifico, 7 km a sud della città di Quepos. Con il vicino villaggio di Manuel Antonio, ospita ogni anno un gran numero di visitatori, ed è stato segnalato da Forbes fra i più bei parchi nazionali del mondo.
È caratterizzato da tre spiagge principali, frequentate anche dai surfisti, e da vari sentieri nella foresta che permettono di vedere facilmente animali selvatici. Presenta infatti una straordinaria biodiversità, per un parco di dimensioni così modeste. Gli incontri più frequenti sono quelli con scimmie cappuccine e iguane.